# Île Sainte-Marguerite
Het eiland Sainte-Marguerite is het grootste eiland van de Lérins-eilanden, gelegen op ongeveer anderhalve kilometer van de kust bij de stad Cannes en op 800 meter van het eiland Saint-Honorat. Administratief gezien behoort het eiland tot de gemeente Cannes. Het eiland is voor het grootste deel bebost en telt zo'n 20 inwoners.
Het eiland was in de middeleeuwen een domein van de abdij van Saint-Honorat. In de 17e eeuw werd in opdracht van Richelieu het Fort royal gebouwd op het eiland. De geheimzinnige Man met het ijzeren masker was hier opgesloten van 1687 tot 1698.

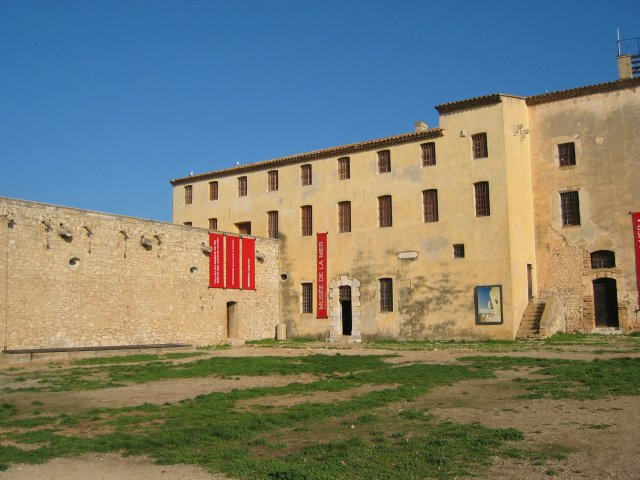
Fort royal, gevangenis van de Man met het ijzeren masker